# Jvli
Julien Boverod, noto anche con lo pseudonimo di Juli (alternativamente Jvli) (Aosta, 8 agosto 1998), è un produttore discografico, disc jockey e musicista italiano, noto soprattutto per i suoi lavori con Olly, tra cui il brano vincitore del Festival di Sanremo 2025, Balorda nostalgia.

## Biografia
Julien Boverod, nato in una famiglia di musicisti nel capoluogo valdostano, ha studiato musica sin da piccolo, imparando a suonare la batteria, la chitarra e la fisarmonica. Si è avvicinato al mondo discografico nel 2017 dopo aver incontrato un altro producer, in arte Keezy, con cui ha fondato uno studio di registrazione. L'anno successivo ha iniziato l'attività in maniera professionale, arrivando a collaborare con altri produttori e rapper.
Tre anni più tardi ha incrementato la propria visibilità per aver prodotto sei tracce di Unico, album in studio di Fred De Palma. Per lo stesso artista è stato anche il produttore del mixtape PLC Tape 1 (2022), grazie al quale ha ottenuto i suoi primi esiti nella Top Singoli con Mala e Tutto quello che ho. Allo stesso tempo, ha anche iniziato a collaborare con Olly; in particolar modo, tra le varie composizioni e l'EP Il mondo gira (2022), è stato accreditato come produttore in Polvere, brano interpretato alla competizione principale del Festival di Sanremo 2023. L'inedito è anche incluso nel loro LP collaborativo Gira, il mondo gira, certificato platino dalla FIMI per le 50 000 unità equivalenti.
Sempre per Olly è stato inciso Devastante (2024), con cui ha ottenuto il suo primo ingresso in top ten nella hit parade nazionale e il triplo platino (300 000 unità vendute) dalla Federazione Industria Musicale Italiana. Nello stesso anno è uscito un secondo album collaborativo Tutta vita, finito al vertice della classifica FIMI Album, certificato doppio platino dallo stesso ente e trainato dai successi commerciali Quei ricordi là e Per due come noi; infatti, il secondo ha segnato la sua prima numero uno in Italia, dove è triplo platino. Il disco presenta anche la traccia Scarabocchi, il suo terzo ingresso da artista principale nella top ten nazionale.
Si è anche occupato della produzione di Balorda nostalgia, inedito proposto da Olly al 75º Festival di Sanremo; il pezzo, accolto da un successo immediato in streaming, ha esordito direttamente in vetta alla Top Singoli ed è doppio platino; è così diventata la sua seconda numero uno in qualità di compositore, e in occasione della finale della manifestazione, è stata dichiarata la canzone vincitrice.

## Discografia

### Album in studio
- 2019 – Liberté
- 2023 – Gira, il mondo gira (con Olly)
- 2024 – Tutta vita (con Olly)

### EP
- 2020 – Mai stato lucido (con Dunbo)
- 2021 – Una vita bellissima (con Oliver Green)
- 2022 – Il mondo gira (con Olly)

### Singoli
- 2018 – Just Friends (feat. Norah B)
- 2018 – Ciò che volevo (con KewPasmal e Latino)
- 2018 – Non me la sento (con Mezzo Miliardo e Keezy)
- 2018 – U (con Charlie Urick e Keezy)
- 2018 – Legami (con King Mikz)
- 2018 – Esattamente te (con Maidas feat. Itto e Norah B.)
- 2018 – Maltempo
- 2019 – Un bacio alla Luna
- 2019 – Hula hoop
- 2019 – Invincible (con Oliver Green)
- 2019 – Stare bene (con Keezy)
- 2019 – Diamante (con Latino e Keezy)
- 2019 – Giornate storte (con Oliver Green e Dunbo)
- 2019 – Come stai bro? (con Oliver Green e Boro)
- 2020 – La mia band (con Oliver Green)
- 2020 – Oh nanana (con Oliver Green e Ricky J)
- 2020 – 4life (con Alyce)
- 2020 – Giostra (con Cicco Sanchez)
- 2020 – Argent (con Axell e Oliver Green)
- 2020 – Tip tap (con Oliver Green)
- 2021 – Se ti calma (con Olly)
- 2021 – Non ho paura (con Olly e Oliver Green)
- 2021 – Lego (con Olly)
- 2021 – Tempo libero (con Ricky J)
- 2021 – Serate vuote (con Latino e Oliver Green)
- 2021 – Mi sento bene (con Oliver Green)
- 2021 – Hai fatto bene (con Olly)
- 2021 – Molecole (con Axos)
- 2022 – Scuba Diving (con Olly e Joe Viegas)
- 2022 – Up Boy (con Oliver Green)
- 2022 – Paura di me (con Axos)
- 2022 – Figlio della mole (con Oliver Green)
- 2022 – Un'altra volta (con Olly)
- 2022 – Siamo noi (con Oliver Green e Olly feat. Axos)
- 2022 – Simona (con Skioffi)
- 2022 – Fidati di me (con Mida e Olly)
- 2022 – Mono (con Nox e Mont Black)
- 2022 – Fammi morire (con Olly)
- 2022 – Fuori di casa (con Oliver Green)
- 2022 – L'anima balla (con Olly)
- 2022 – Sul petto (con Oliver Green)
- 2023 – La notte vola (RMX) (con Olly e Lorella Cuccarini)
- 2023 – Tutto con te (con Olly)
- 2023 – A squarciagola (con Olly)
- 2024 – Devastante (con Olly)
- 2024 – Ho voglia di te (con Emma e Olly)
- 2024 – Per due come noi (con Olly e Angelina Mango)
- 2024 – Quei ricordi là (con Olly)
- 2025 – Balorda nostalgia (con Olly)
- 2025 – Depresso fortunato (con Olly)

### Collaborazioni
- 2018 – Jovanotti (Pizeta from Mars feat. Jvli)

### Altre produzioni

#### Album in studio
- 2021 – Fred De Palma – Unico
- 2022 – Axos – Manie

#### EP
- 2020 – Olly – Io sono
- 2021 – Cicco Sanchez – Nostalgia liquida
- 2023 – Skeeptik – I varfer

#### Mixtape
- 2022 – Fred De Palma – PLC Tape  1

#### Singoli e brani
- 2018 – Shade – Boh, non so
- 2018 – Shade – Young disastro
- 2018 – Shade (feat. Emma Muscat) – Figurati noi
- 2019 – Oliver Green e Boro Boro – Iskido Gang
- 2019 – Dunbo (feat. Cicco Sanchez) – Pietre lunari
- 2020 – MamboLosco e Boro Boro – Forte
- 2020 – MamboLosco e Boro Boro – Me gusta
- 2020 – MamboLosco e Boro Boro – Mes amis
- 2020 – Boro Boro (feat. Fred De Palma) – Obsesionada
- 2021 – Oliver Green e Axell – La nuit
- 2021 – Olly e Arisa – La notte (RMX)
- 2021 – Mida – Lento
- 2021 – Ricky J – Devo farlo
- 2021 – Dargen D'Amico – Katì
- 2021 – Alfa – Ci sarò
- 2022 – Boro – Nena2
- 2022 – Tredici Pietro – Solito posto, soliti guai
- 2022 – Emma Muscat – Closer
- 2022 – Shade e J-Ax – Tori seduti
- 2023 – Bnkr44 – Per non sentire la noia
- 2023 – Olly – Polvere
- 2023 – Clara – Cicatrice
- 2023 – Axell – Problems
- 2023 – Dani Faiv (feat. Olly) – Cadere giù
- 2023 – Boro ed Elettra Lamborghini – Delincuente
- 2023 – Fred De Palma – Adrenalina
- 2023 – Boomdabash – L'unica cosa che vuoi
- 2023 – Albe – Così come sei
- 2023 – Wax – Grazie
- 2023 – Shade – Tutto quello che ho
- 2023 – Beatrice Quinta (feat. VillaBanks) – Manette
- 2023 – Michele Morrone – Player
- 2023 – VillaBanks, Boro, Lynch e Jvli – Bella
- 2024 – Matteo Romano – Assurdo
- 2024 – Boro e VillaBanks – Tu lo sai
- 2024 – Boro – Bendicion
- 2024 – Fred De Palma – Il cielo non ci vuole
- 2024 – Alfa – Nei tuoi occhi cosa c'è
- 2024 – Caffellatte e Haiducii – Tropo chic (Dragostea din tei)
- 2024 – Emma – Apnea
- 2024 – Boomdabash – Tutta un'altra storia
- 2024 – Enrico Nigiotti – Occhi grandi
- 2024 – Emma – Femme fatale
- 2024 – Mida – Mi odierai
- 2024 – Geolier e Ultimo – L'ultima poesia
- 2024 – Fred De Palma – Passione
- 2024 – Emma (feat. Baby Gang) – Hangover
- 2024 – Enrico Nigiotti – Tu sei per me
- 2024 – Sally Cruz, Rose Villain e Mike Defunto – Dammi un senso alla fine
- 2025 – Ultimo – Bella davvero
- 2025 – Rocco Hunt – Domani chissà
- 2025 – Alfa – Anna